# 巴洛克艺术

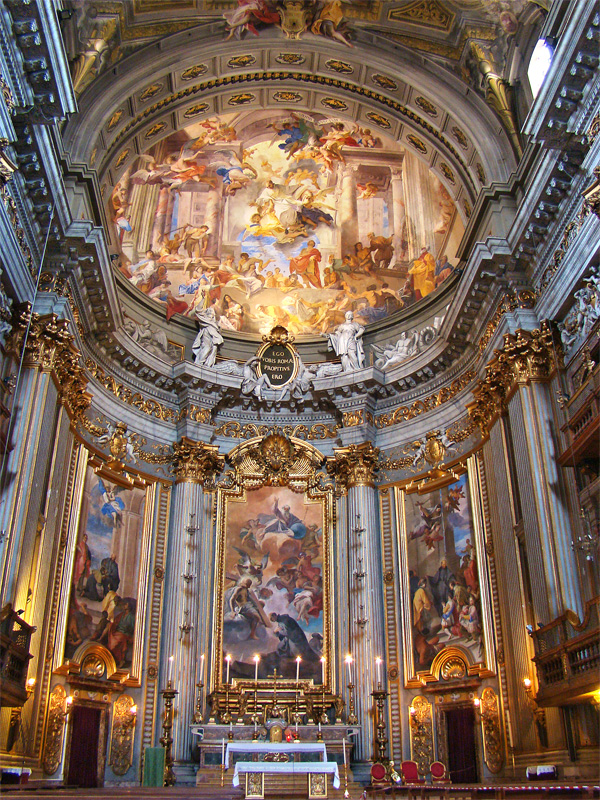
聖依納爵堂祭壇

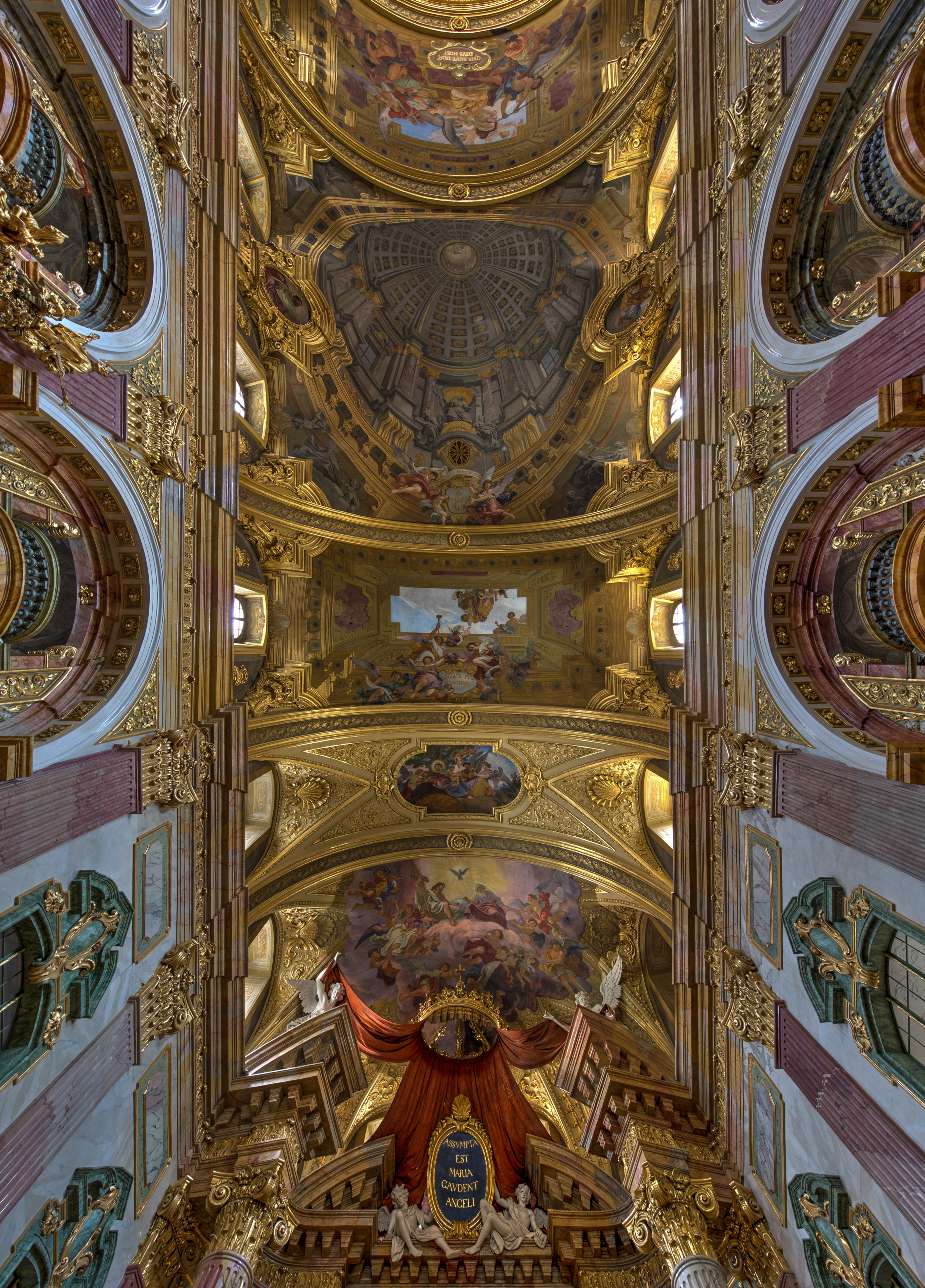
巴洛克的金色天花板，雖然在框中全部畫滿人物，但在框與框之間卻必定有留白

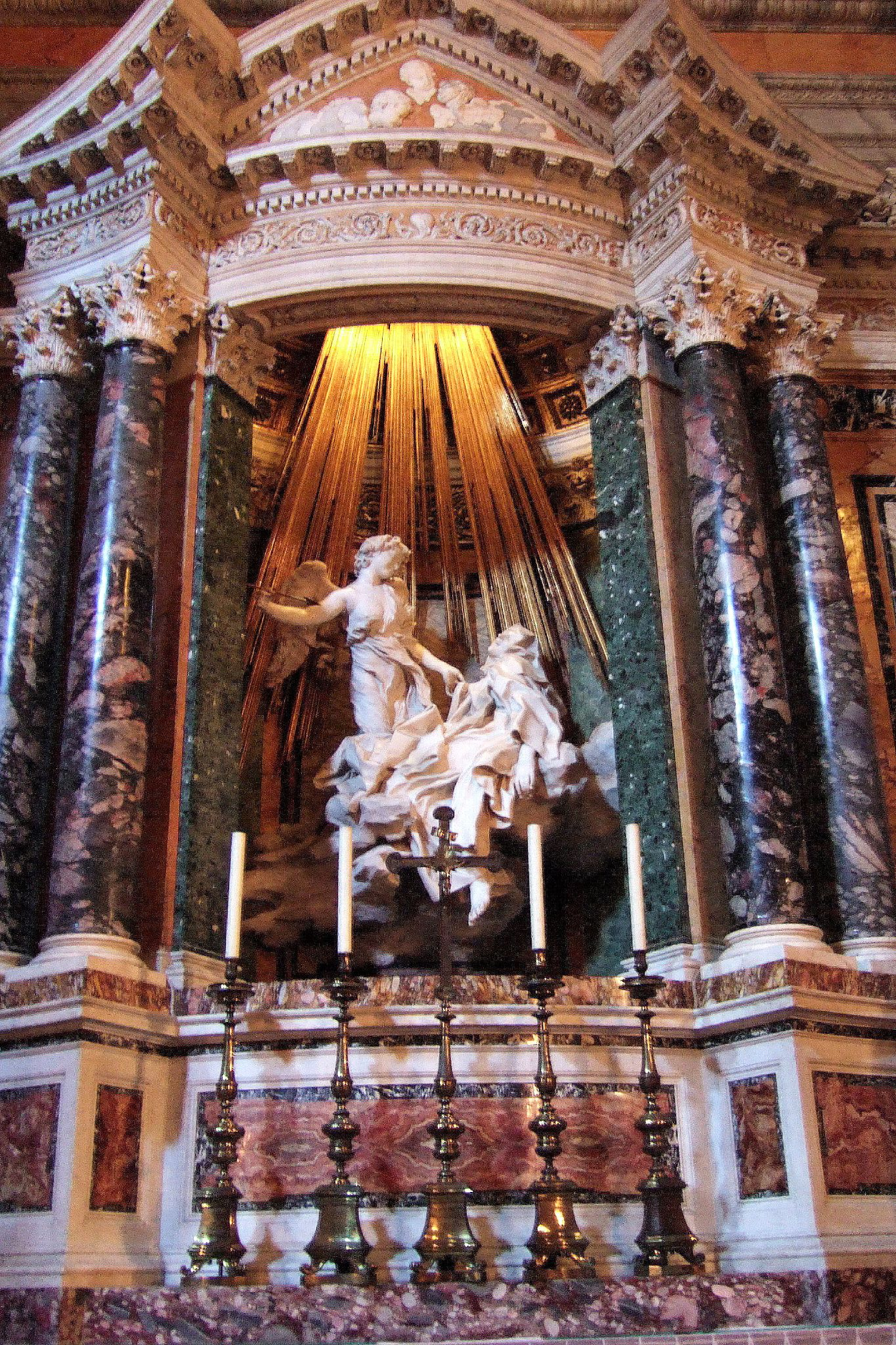
吉安·洛伦佐·贝尼尼的雕塑聖德瑞莎的幻覺

巴洛克艺术簡稱巴洛克（義大利語：Barocco）是對欧洲17世纪时流行艺术的總稱，巴洛克的作品有大量使用金色的特徵，在邊框上和內容中擇一留白，在能放入裝飾的地方尽量放入方形、圓形、三角形等幾何圖形的規則裝飾，常飾以茛苕，充滿嚴肅感和對稱感，以法国的凡爾賽宮為其藝術巔峰。該藝術上接文藝復興風格，下啟洛可可風格。

## 定義
在歐洲文化史中，「巴洛克」流行的時間是整個17世紀以及18世紀上半葉（約1600年-1750年）的歐洲最流行的藝術風格，但第一座巴洛克建筑是罗马的耶稣会教堂，建于1580年，1583年封圣。特別是建築與繪畫領域，這一時期傳承自文藝復興藝術，具體時間為1452～1600年，巴洛克在18世後半演變為洛可可風格，又在19世紀初全面被新古典主義替代。巴洛克影響歐洲的時間非常長，尤其在皇宮或者歐洲皇室居住的建築物中，同時它也影響了後面德國的浪漫主义。巴洛克風格與文藝復興藝術相同，都很重視設計和效果的整體統一性，但是巴洛克風格更加強調「運動感和豪華性」，反對“簡單的對稱排列”，與其同時，真正的巴洛克並不是過度裝飾的“矯飾主義”，巴洛克在各種情況中的都需要留白而非全部鋪滿。

## 詞源及稱謂演變
巴洛克一詞的來源有很多不同的說法：一說來自葡萄牙語或西班牙語，原本的意思是“不對稱的、擠壓變形的珍珠”，但具體屬於葡萄牙還是西班牙則不明確，因為兩種語言的寫法均是“Barroco”且發音一樣，所以無法判定是那個為先；又一說它來自意大利語，有“結局不合理的”或“判斷錯誤的”之意，但實際上最初的詞彙來源至今並無法確定。
作為一個“形容詞”，巴洛克原本的意思和其詞源一樣是貶義的；在整個17世紀，巴洛克指的都是那些沒有遵循古代規範的、在結構上頭重腳輕的、缺乏明確主體的或者開放式結局的作品；到了17世紀末，即使“巴洛克藝術”已存在許久，但對這種藝術遲遲沒有一個統一的叫法。
從18世紀開始，這個詞才被賦予新的含義，18世紀的歐洲人們想對17世紀的、非標準文藝復興風格的所有作品作一個總結性的稱呼，因為當時的巴洛克藝術已經發展的千奇百怪，於是“巴洛克”一詞恰如其分的符合這個當時的需要，這個定義還被法國的啟蒙思想家們寫進了《百科全書》中，所以巴洛克在18世紀初就正式的失去了其原本的貶義，變成了和現在相同的“絢爛豪華”的意思，此後巴洛克的定義就不再發生改變。

## 歷史
巴洛克藝術是16世紀末至18世紀初在歐洲發展起來的一種藝術文化風格，起源於一場「反宗教改革」運動，最初的發源地是被教皇統治的羅馬，羅馬天主教也在發展過程中發揮了非常重要作用。
1517年10月31日一位名叫馬丁路德的德國哲學家將他的九十五條論綱釘在了維滕貝格宮殿教堂的大門上，其中包含了猛烈批判教會的過度貪婪和腐敗。
具體來說，他批評的對像是當時教會出賣贖罪券以換取罪責的減免。讓我們知道，教會以修建聖彼得大教堂的名義販售贖罪券
馬丁路德的叛亂永遠分裂了西方教會。就在那時，羅馬教會展開了一場名副其實的宗教宣傳運動，以留住仍然忠於它的天主教徒。這種反應，由於明顯的原因而被稱為反宗教改革，所以巴洛克藝術風格就成為了當時最好的批判的表達方式。
17世紀初開始，这个艺术形式逐漸在意大利的戲劇、文学、舞蹈和音乐上被使用，但其風潮的興起和意大利中部（以羅馬城和佛罗伦萨為中心）的天主教会有关，天主教为了反擊当时兴起的宗教改革運動，尤其是基督新教中的路德教派，於是想盡辦法去編造一些反對改革的理由，而在藝術的高美學在此時就成為一種特別方便的反對理由。在《特伦托会议》中，梵蒂岡規定了天主教的信徒都應該直接了當的表达對上帝的愛，他們認為“樸素簡單的愛”只不過是新教教徒在宗教改革中發明出來的偽概念，真正的天主教徒不應以奢侈為恥、反而引以為傲；全體天主教徒们都應該透過極致的熱情把上帝之美具象化，透过无所不用其极的造型美、彫琢美、具象美來和簡陋的新教藝術品作對比，在这种反差下才能吸引更多人加入天主教，也会讓原本的天主教徒更加相信自己的教義才是真理。
20年後，巴洛克藝術就以超乎想象的速度传出了意大利半岛，這門藝術風格在各個天主教國家開花結果，因為當時國力的原因，所以巴洛克的中心從分裂的意大利轉移至中央集權的西班牙和法國兩國，又以法國為最多，並且在彫塑、绘画、建筑等视觉化的領域上大为发展。17世紀中期，法國的路易十四還把此藝術深深植入其宮廷禮儀之中，带有前庭、大楼梯、豪华的会客室、藝術收藏室、和金葉窗花及欄杆的建築被創造出來，並進而發展出了洛可可風格，收穫了巨大的反響，尤其是建筑領域的巴洛克藝術最終反超了原始的戲劇領域，成為現今巴洛克的代表。
在17世紀晚期的啟蒙運動時期，因為巴洛克在法國取得的輝煌成就，這功績引起了当时歐洲其它國家的極大羨慕，即使在非西南歐的國家、或者非天主教的國家（例如奧地利、瑞典和俄羅斯等），以及天主教东欧国家（例如波兰、捷克等）也能看到巴洛克風格的建築被一座又一座地兴建起来。此時巴洛克已經不單單是為了表現“宗教上”的美學了，更是升級為了一種“炫耀和包裝自我”的手段，讓巴洛克藝術的擁有者看起來比他實際上的要強，讓觀看者容易被其洗腦、為之傾倒，這種功能至今仍然能在名媛貴婦的奢侈品和各國富豪的別墅中看到。
18世紀初，歐洲藝術在各方面「除舊佈新」，經歷了以下幾個重大變革：資產階級興起，君主政治逐漸獨立於宗教之外，民主思想也悄然萌芽；科學在伽利略、牛頓等人的開創下展開；文學上的名家如莎士比亞、塞萬提斯；繪畫上有魯本斯，倫勃朗等；歐洲人的殖民地迅速擴展，漸漸佔據了世界文明的中心。與此同時，專注於基督宗教和君權獨裁的巴洛克藝術漸漸式微，歐洲的藝術風格開始演變為新古典主義，而歐洲的各個殖民地則依然對巴洛克有著深深的迷戀，此情景被稱為「巴洛克模式下的世俗化」，殖民地藝術家們勇於在歐洲的審美基礎上加入各種新材料、新設計、新結構，例如美國、西班牙的美洲殖民地、英屬印度、土耳其、伊朗和北非的建築和繪畫上都能發現明顯的巴洛克風格痕跡，但也保留了當地的風格。

## 建築

### 起源和特徵

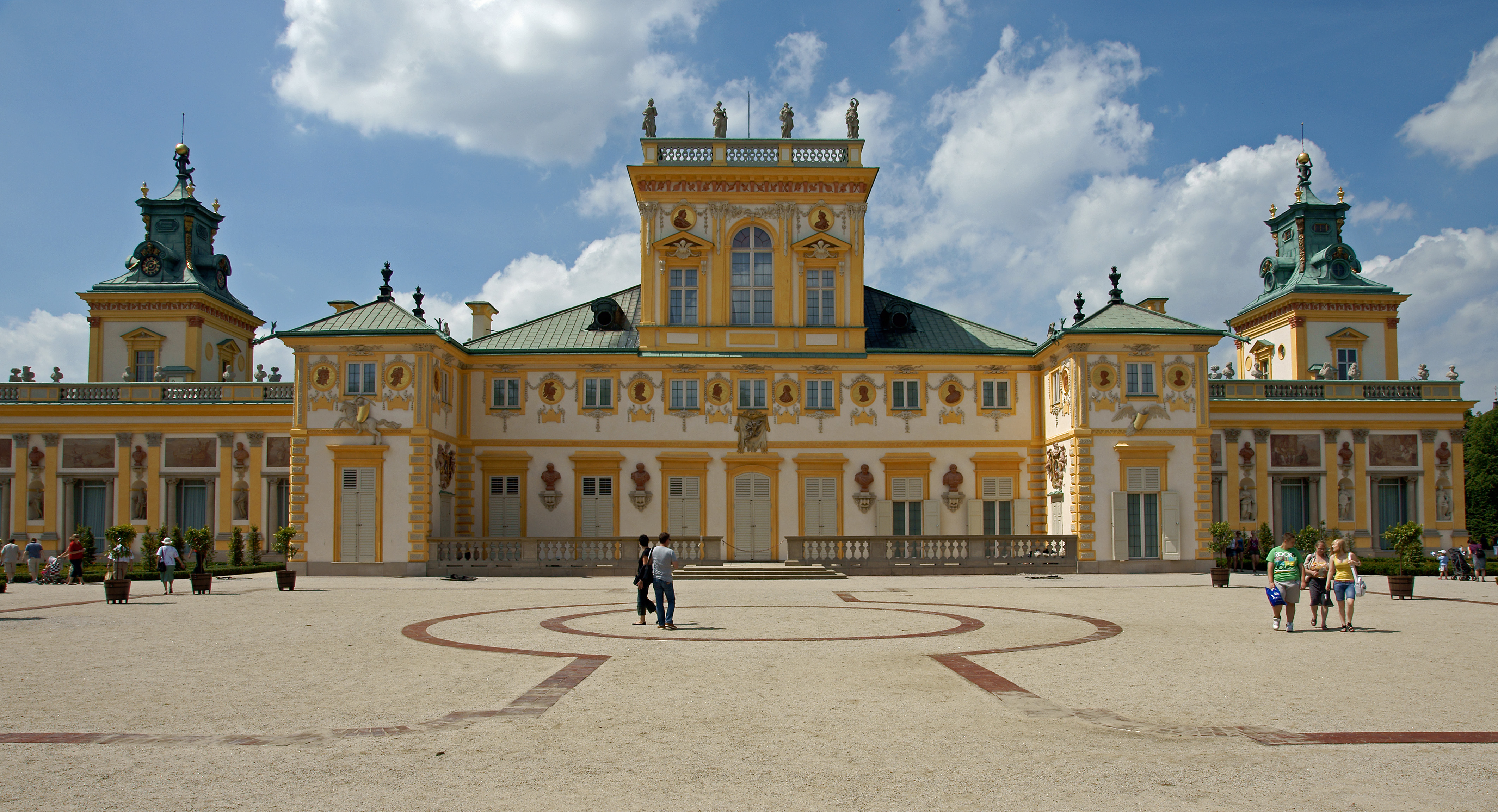
維拉諾宮

建築造形方面利用不規則的波浪狀曲線和反曲線的形式賦予建築元素以動感的理念，是所有巴洛克藝術最重要的特徵。巴洛克建築不再崇尚那種含蓄的邏輯性，而是追求令人感到意外的、如戲劇般的效果。

### 義大利巴洛克

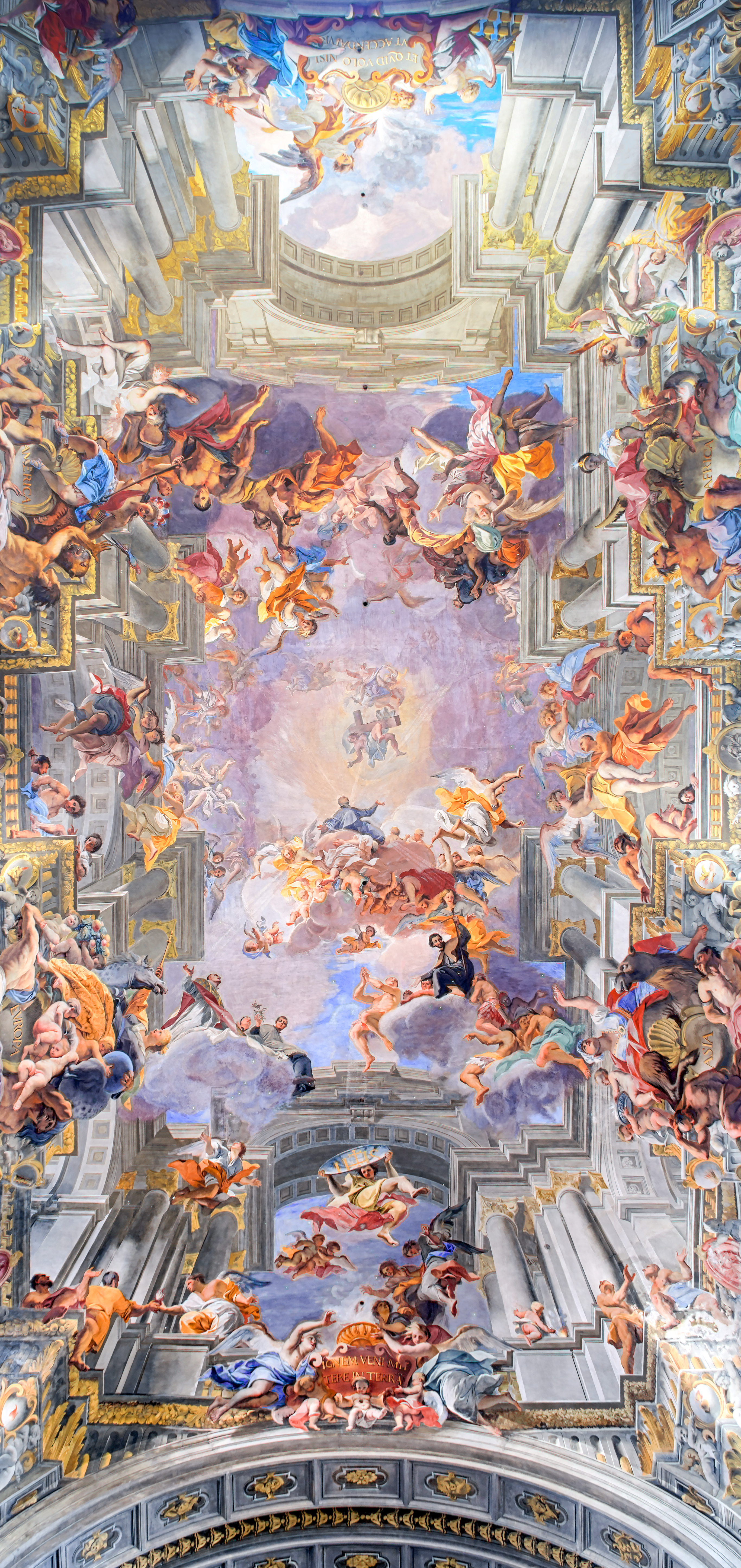
聖依納爵的榮耀

義大利巴洛克原本是受到巴西利卡(Basillica，該詞彙意為「王者之廳」，原指古羅馬一種大型公共建築，今通常指宗座聖殿，即設有教宗座位的教堂，地位高於主教座堂，略低於特級宗座聖殿)風格的影響，那時就已經有最基礎的十字穹頂和中殿了，惟布局與今日略有不同。
位於羅馬的聖依納爵堂為義大利巴洛克式建築代表作品之一，以其逼真的透視錯覺天頂畫「聖依納爵的榮耀」聞名於世。
巴洛克大多數的建築都在法國的中心，約在16世紀就有將宮殿式的開放三翼布局作為標準方案，一直到後來的薩羅蒙·德·布洛斯設計的盧森堡宮這才確立了義大利巴洛克的建築樣式。

### 法國巴洛克

#### 洛可可(1730年代–1830年代)
洛可可主要是起源於18世紀中末葉法國的裝飾藝術與室內設計中，於路易十五登基後給宮廷藝術家帶來的變化，在路易十四在任的期間還是以巴洛克風格為主，直到晚期才逐漸被有著更溫婉細緻和輕快的洛可可風格給取代。
在路易十五登基後，宮廷生活就不再局限於凡爾賽宮，藝術形式上的風格也隨之轉變，最初的洛可可風格是只出現於皇宮裡，後來才是整個法國上層社會。
相較於前期主流的巴洛克風格，洛可可主要在於展現出當代的奢華以及愛慾交織的風氣。

## 繪畫

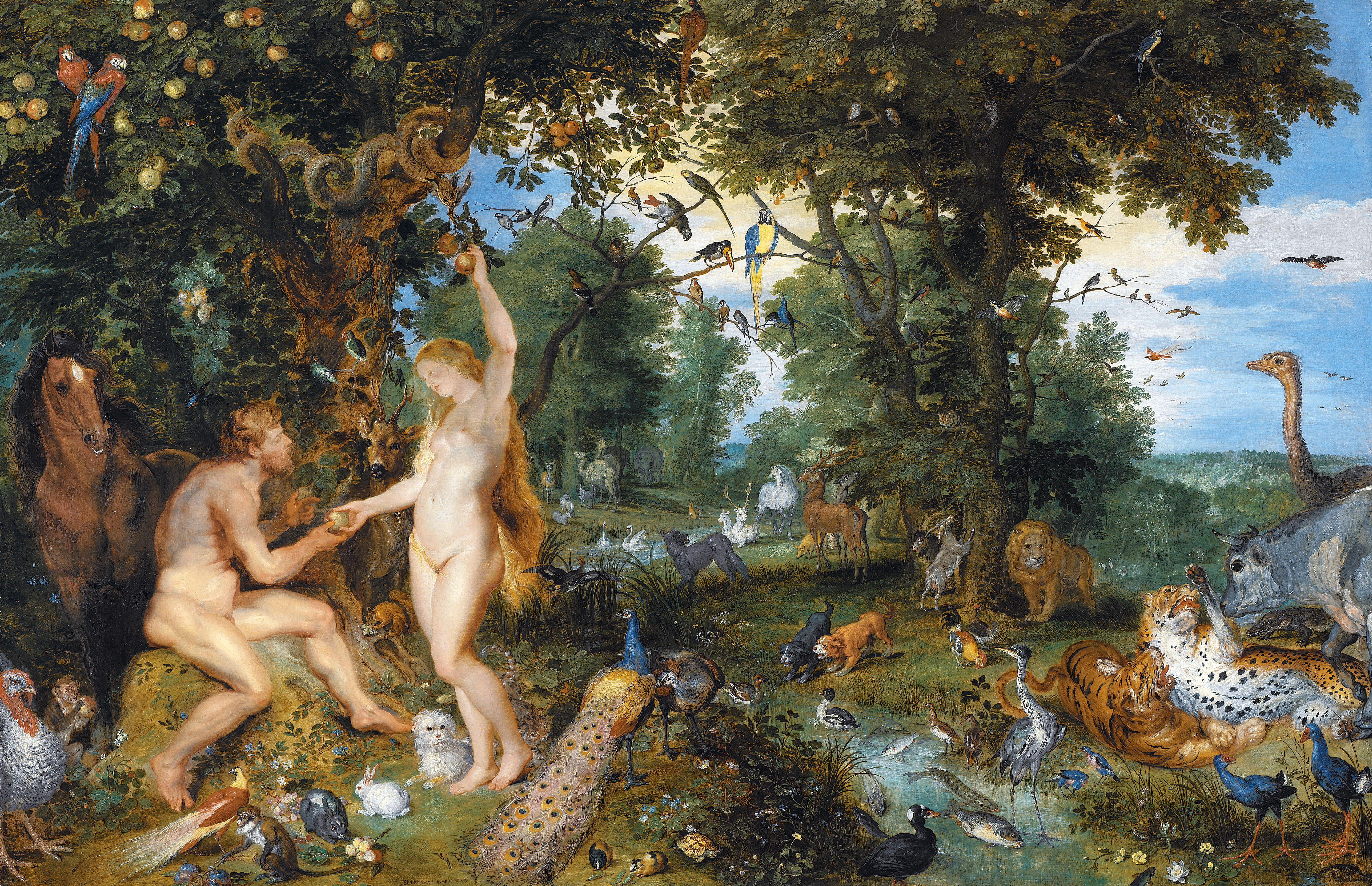
老扬·勃鲁盖尔及魯本斯所畫的《伊甸園與亞當的墮落》

巴洛克画家的典型代表是法蘭德斯的鲁本斯、荷兰的維梅爾和林布蘭，西班牙的委拉斯蓋茲、英国的凡·戴克、意大利的貝尼尼和卡拉瓦乔以及法国的喬治·德·拉·圖爾等。他们的画作人体动势生动大胆，色彩明快，强调光影变化，比文艺复兴时代画家还要更强调人文意识。
卡拉瓦乔对比及其强烈的明暗画法，使画面极具戏剧性；鲁本斯的宗教画人体姿势动作激烈，色彩鲜明；伦勃朗的画作如同在舞台上，人物面部处于高光部位，与周围的阴影有强烈的对比；委拉斯开兹的作品如《宮女》也曾经对后期浪漫主义画派画家产生很大的影响。

## 雕塑
巴洛克时期居主导地位的雕塑家是吉安·洛伦佐·贝尼尼。在教皇乌尔巴诺八世的赞助下，他创作的作品包括：一系列出色的圣人与人物纪念雕像，它们以鲜活的表情和姿态传达了角色的感情，体现了过人的现实主义的肖像性质半身像，以及为梵蒂冈创作的具有高度装饰性的作品，例如雄伟的圣彼得宝座。在此之外，他还为罗马的诸多广场设计了带有纪念性雕像组的喷泉作为装饰。
巴洛克雕塑受到古罗马雕像的启发，尤其受到著名一世纪雕像拉奥孔与儿子们的影响。该群雕在1506年出土后展览于梵蒂冈艺术馆。贝尼尼在1665年造访巴黎。他在对皇家绘画与雕塑学院的学生们致辞时，建议他们在练习与创作中寻求参考于古典形象，而非自然。他告诉学生们：“当我在创作我的第一座雕塑而遇到困难时，我如同询求神谕般询求安提诺乌斯。”贝尼尼所提到的安提诺乌斯的雕像在今天被称作皮奥-克莱门提诺博物馆的赫尔墨斯。

## 音樂
作為一門難以形狀的藝術領域，如同文藝復興的音樂落後於繪畫與建築，巴洛克的音樂也落後當時代其他藝術領域有50～70年的時間。若要說到發展成熟的階段，不把時間拉到十八世紀初是不可能的，但即便發展較遲，極盛時期的藝術成就也絕不亞於其他領域。代表人物有義大利的维瓦第（1678～1741）、英籍德裔的韓德爾（1685～1759）、德國的巴赫（1685～1750）。